# 伊巴伊蒂
伊巴伊蒂（葡萄牙語：Ibaiti）是巴西巴拉那州的一个市镇。总面积896.846平方公里，总人口29185人，人口密度32.5人/平方公里。